# Dolgachevyta
Inom matematiken är Dolgachevytor vissa enkelt sammanhängande elliptiska ytor introducerade av Dolgachev (1981). De kan användas till att ge exempel på en oändlig familj av homeomorfiska enkelt sammanhängande kompakta 4-mångfalder av vilka inga två är diffeomorfiska.